# Baroréflexe
Le baroréflexe permet de moduler le système nerveux sympathique et parasympathique en fonction de la pression artérielle telle que perçue par les barorécepteurs. On décrit un baroreflexe artériel déclenché par la décharge rapide des barorécepteurs à la bifurcation carotidienne et de la crosse aortique, et un baroreflexe cardiaque (bainbridge reflex en anglais) déclenché par les barorécepteurs du cœur, essentiellement groupés dans l'atrium droit.

## Cible thérapeutique
La stimulation électrique des barorécepteurs par une électrode implantée, reliée à un boîtier, permet la baisse du tonus sympathique et l'augmentation du tonus parasympathique. Elle permettrait l'amélioration des symptômes et de la capacité à l'exercice en cas d'insuffisance cardiaque avec fraction d'éjection basse.